# Kdenlive
Kdenlive (acrónimo del inglés: KDE Non-Linear Video Editor) (ˌkeɪdɛnˈlaɪv) es un editor de video no lineal para KDE, y está basado en MLT framework. Actualmente Kdenlive se encuentra disponible de manera oficial para los sistemas operativos GNU/Linux, Windows, y macOs (esté último solo funcionando en procesadores Intel).
Kdenlive tiene soporte de todos los formatos FFmpeg (tal como MOV, AVI, WMV, MPEG, XviD, y FLV), y también soporta relaciones de aspecto 4:3 y 16:9 para PAL, NTSC y varios estándares HD, incluyendo HDV. El video puede exportarse a dispositivos DV, o escribirse en DVD con capítulos y un menú simple.

Anterior logotipo de Kdenlive

Kdenlive permite editar en multipista con línea de tiempo y con cantidad ilimitada de pistas de audio y vídeo. Además, es muy fácil crear, mover, recortar vídeo, audio, texto e imágenes. Dispone de un amplio repositorio de efectos de vídeo, de audio y transiciones.

## Historia
El proyecto fue desarrollado inicialmente por Jason Wood en 2002 y, actualmente es mantenido por la comunidad de KDE, siendo el editor oficial de este entorno de escritorio. 
A partir de la versión 16.12.1 se realizó un port para ejecutarse en Microsoft Windows.
En 2021 se empezó a trabajar en una versión portable oficial para MacOs, las cuales podían ser descargadas a modo de prueba con las ediciones nightly.
En la versión 22.04.2 se hicieron versiones portables para MacOs (las cuales solo funcionan con procesadores Intel), en esta misma versión también inició la portación para sistemas operativos GNU/Linux con el formato universal AppImage.

## Características
Kdenlive de KDE utiliza las bibliotecas MLT, Frei0r effects, SoX y LADSPA. Kdenlive admite todos los formatos compatibles con FFmpeg o libav (como Formatos de archivo QuickTime, AVI, WMV, MPEG y Flash Video, entre otros), y también admite 4:3 y 16:9 relaciones de aspecto para ambos PAL, NTSC y varios estándares HD, incluidos HDV y AVCHD. El vídeo también puede exportarse a dispositivos DV, o escribirse en un DVD con capítulos y un menú simple.
- Kdenlive tiene edición multipista con una línea de tiempo y admite un número ilimitado de pistas de vídeo y audio.
- Un editor de títulos incorporado y herramientas para crear, mover, recortar y eliminar videoclips, clips de audio, clips de texto y clips de imágenes.
- Posibilidad de agregar efectos y transiciones personalizadas.
- Una amplia gama de efectos y transiciones. Las capacidades procesamiento de señal de audio incluyen normalización, desplazamiento de fase y tono, limitación, ajuste de volumen, reverberación y filtros de ecualización, así como otros. Efectos visuales incluyen opciones de enmascaramiento, pantalla azul, distorsiones, rotaciones, herramientas de color, desenfoque, oscurecimiento y otros.
- Un configurable atajo de teclados y de diseño de interfaz.
- Proceso de renderización sin bloqueo por separado para que pueda detenerse, pausarse y reiniciarse.
- Kdenlive también proporciona un script llamado Kdenlive Builder Wizard (KBW) que compila la última versión de desarrollo del software y sus principales dependencias desde el origen, para permitir a los usuarios probar nuevas funciones e informar problemas.